# Poimenesperus phrynetoides
Poimenesperus phrynetoides là một loài bọ cánh cứng trong họ Cerambycidae.